# 阪神大学野球連盟
阪神大学野球連盟（はんしんだいがくやきゅうれんめい、英語表記：HANSHIN UNIVERSITY BASEBALL LEAGUE）は、主に阪神地域に所在する大学の硬式野球部により構成された大学野球リーグである。全日本大学野球連盟の傘下団体。

## 略史
大別すると以下の3期に分けられる

### 近畿地区大学野球連盟期
戦後の学制改革による新制大学の誕生に伴い翌年の1947年には全国新制大学野球連盟が発足し、その後、1952年に全国大学野球連盟と全国新制大学野球連盟の合併により全日本大学野球連盟が誕生。新制大学連盟での地区制度がそのまま移行したが、1953年には全日本大学野球選手権大会の代表枠が近畿地区大学野球連盟として独立した。当時、近畿地区の傘下には先行していた近畿大学野球連盟と京都六大学野球連盟が存在していたが、その翌年の1954年に天理大学、甲南大学、神戸商船大学が中心となって近畿地区3番目の連盟として阪神大学野球連盟が誕生した。

### 連合結成期
近畿地区大学野球連盟が関西六大学野球連盟（旧連盟）と合併し関西大学野球連合を組織。旧近畿地区の一員として下部を構成。Ⅰ部リーグ戦優勝校は、関西六大学野球連盟との入れ替え戦への代表決定戦に出場。

### 連合解体・独立後
関西大学野球連合が解散し一部を再編成。全日本大学野球選手権へ代表権に関しては阪神大学野球連盟として独立したが、連合解体直後から当面は、5リーグでの関西地区としての枠を争う形で割り当てられる。数年後には全国の再編成に伴い、関西地区各連盟と共に各連盟1代表の単独枠を獲得。

## 沿革
※関連団体についても併記

### 前史
- 1946年　学制改革が実施
- 1947年　全国大学野球連盟と全国新制大学野球連盟が発足

### 近畿地区大学野球連盟期
- 1952年　全国大学野球連盟と全国新制大学野球連盟が合併し全日本大学野球連盟が発足。近畿大学野球連盟は近畿・中国・四国地区に編入。
- 1953年　全日本大学野球選手権大会の代表枠において、近畿地区が独立。近畿地区大学野球連盟の傘下に編入。
- 1954年　近畿地区大学野球連盟の傘下の3番目の連盟として、阪神大学野球連盟が発足。創設時の加盟校は、大阪商業大学、甲南大学、神戸商船大学（現・神戸大学海洋政策科学部）。6月3日に第1回リーグ戦を朝日新聞社後援にて阪急西宮球場で実施。天理大学が加盟。
- 1959年　桃山学院大学が加盟。

### 関西連合期
- 1962年　近畿地区と関西六大学野球連盟が合併し関西大学野球連合を結成。旧近畿地区各連盟の3連盟は並列の形で下部を形成。阪神大学野球連盟の優勝校は関西六大学野球連盟最下位校との入れ替え戦に出場する為の代表決定戦に出場するシステムに変更。同年秋に大阪商業大学が関西六大学野球連盟に昇格。
- 1963年　春季に大阪商業大学が関西六大学野球連盟から降格し阪神大学野球連盟に所属。大阪電気通信大学が加盟。
- 1965年　大阪学院大学が加盟。7大学によるリーグ戦を実施。
- 1967年　春季に大阪商業大学が関西六大学野球連盟に昇格。同年秋には降格し再び阪神大学野球連盟に所属。
- 1968年　春季に大阪商業大学が関西六大学野球連盟に昇格。大阪体育大学、大阪産業大学が加盟。
- 1970年　秋季に大阪学院大学が関西六大学野球連盟に昇格。入れ替わりに大阪商業大学が関西六大学野球連盟から降格し阪神大学野球連盟に所属。追手門学院大学、神戸学院大学、関西外国語大学が加盟。2部リーグを創設。
- 1971年　秋季に大阪商業大学が関西六大学野球連盟に昇格。
- 1974年　秋季に神戸学院大学が関西六大学野球連盟に昇格。入れ替わりに大阪学院大学が関西六大学野球連盟から降格し阪神大学野球連盟に所属。
- 1975年　大阪経済法科大学が加盟。
- 1977年　摂南大学が加盟。
- 1980年　春季に神戸学院大学が関西六大学野球連盟から降格し阪神大学野球連盟に所属。

### 連合解散以後
連合解散以後のチーム数の変遷はこちらに記載
- 1982年　関西大学野球連合が解体。それまで下部を構成していた他の2連盟とともに下部組織から独立。同時に関西地区全体の再編が行なわれ、連合解散直後に阪神大学野球連盟に所属していた大阪学院大学と神戸学院大学が脱退し共に新編成の関西六大学野球連盟に移籍。また春秋の全国大会への代表枠は再編後の関西地区5連盟で1代表を争う形に変更。
- 1983年　全日本大学野球選手権大会の関西地区の出場権が2つに確定。
- 1986年　大阪体育大学が連盟代表としては初の全日本大学野球選手権大会に関西地区第一代表として出場。
- 1989年　全日本大学野球選手権大会の関西地区の出場権が3つに拡大。
- 1991年　全日本大学野球選手権大会の出場枠再編成に伴い単独出場権を獲得。
- 1994年　関西地区大学野球5リーグ対抗戦を開始。
- 1997年　関西地区大学野球5リーグ対抗戦で初優勝｡
- 2003年　神戸商船大学が近畿学生野球連盟に野球部が所属している神戸大学と統合するが、野球部は神戸大学海事科学部野球部として、別チームのままリーグ加盟を継続（2015年秋季限りで神戸大学野球部と統合されリーグから脱退）。
- 2005年　秋季に行なわれる明治神宮野球大会において関西地区の代表枠が1校増の2枠に拡大。また、秋季リーグ戦において、関西外大・天理大の第4回戦で前代未聞の没収試合が発生。（DHで先発登録の選手が試合開始に間に合わなかった為、連盟規約により適用。）
- 2006年　全日本大学野球選手権大会で大阪体育大学が、連盟所属チームとして初優勝。
- 2011年　2部と3部を統合し、新たに2部西リーグと2部東リーグを創設。1部との入れ替え戦出場を決定する東西両2部リーグ優勝校による「入れ替え戦出場決定戦」を新たに開始。
- 2020年 春季リーグ戦は中止。秋季は1部リーグ：2回戦総当たり、2部：1回戦総当たりで実施。

## チーム数の変遷（連合解散以降）
| 年・期     | 全チーム数 | 1部 | 2部 | 3部 | 備考                                             |
| ---------- | ---------- | --- | --- | --- | ------------------------------------------------ |
| 1982年春季 | 11         | 6   | 5   | -   | 関西大学野球連合解散により阪神大学野球連盟が独立 |
| 1988年春季 | 12         | 6   | 6   | -   | 帝塚山大学が加盟                                 |
| 1989年春季 | 13         | 6   | 7   | -   | 姫路獨協大学が加盟                               |
| 1990年春季 | 14         | 6   | 8   | -   | 八代学院大学（現：神戸国際大学）が加盟           |
| 1994年秋季 | 15         | 6   | 6   | 3   | 流通科学大学が加盟 3部リーグを新設               |
| 1998年春季 | 16         | 6   | 6   | 4   | 兵庫大学が加盟                                   |
| 1999年春季 | 17         | 6   | 6   | 5   | 関西福祉大学が加盟                               |
| 2001年春季 | 18         | 6   | 6   | 6   | 関西国際大学が加盟                               |
| 2011年春季 | 18         | 6   | 12  | -   | 3部制を廃止し再び2部制に移行                     |
| 2016年春季 | 17         | 6   | 11  | -   | 神戸大学海事科学部が脱退                         |
| 2019年春季 | 18         | 6   | 12  | -   | 宝塚医療大学が加盟                               |

## 運営方法

### 構成
加盟校数の関係から前シーズンの成績を基にした各部6校を基本に1部及び東西の2部に分けたブロック運営を行なっている。
上位リーグを1部リーグと称する。下位リーグは兵庫県の大学は2部西リーグ、大阪府及び奈良県の大学は2部東リーグと称するリーグに所属する。

### 対戦方法
- 1部～2部共に春季と秋季にそれぞれリーグ戦を実施。
- 各シーズン終了後に東西2部リーグの優勝チーム同士で入れ替え戦出場決定戦を実施し、その勝者は1部最下位後チームとの間で入れ替え戦を実施する。
- 1部：2戦先勝方式の総当たりによる勝ち点制（引き分けは再試合）
- 東西2部：1カード2戦固定の総当たりによるポイント制（2008年秋季までは1部と同方式）
- 入れ替え戦出場決定戦および入れ替え戦：2戦先勝方式

※2戦先勝方式
同一の対戦校に対して先に2勝したチームがその相手校との対戦に勝利したとして対戦を終了する。（1勝1敗の場合は第3戦を行い決着を付ける。1勝1敗1引き分けの場合は第4戦以降が行われる。）

### 順位決定方法

#### 勝ち点制
- 同一対戦校に勝ち越した場合に勝ち点1を獲得し、勝ち点が多い方が上位。勝ち点が同じ場合は全体の勝率比較によって順位を決定。
- 勝ち点も勝率も同じ場合で優劣の決定が必要な場合は、1試合制の決定戦（プレイオフ）を行なう。
- 決定戦の成績はリーグ戦の成績に加算しない。

#### ポイント制
- 1勝を3ポイント、引き分けを1ポイント、敗戦は0ポイントで計算し、合計ポイントが高い順に順位を決定する。
- ポイントが同じ場合は、当該校同士の直接対決の試合結果で順位を決定するが、直接対決が引き分けだけの場合や3校以上の同一ポイント校がある場合など、優劣の決定が必要な場合は1試合制の決定戦（プレイオフ）を行なう。
- 決定戦の成績はリーグ戦の成績に加算しない。

### 入れ替え戦
各部のリーグ戦の終了後に、東西2部リーグの優勝校は入れ替え戦出場決定戦を行い、その勝者は1部リーグの最下位校と入れ替え戦を行う。勝者チームを次シーズンの1部リーグの所属とし、もし1部最下位チームが2部に所属替えになる場合は、チームの所在地により東西2部のどちらのリーグに所属するかが決まる。対戦方法は入れ替え戦出場決定戦・入れ替え戦ともに2戦先勝方式。
なお、関西連合時代の阪神大学リーグでは、当該リーグを含めた下部リーグの優勝校は、関西六大学リーグとの入れ替え戦を行なう為に下部3連盟間との出場校決定戦に出場していた。実施状況については近畿学生野球連盟記事の入れ替え戦の節に詳細についての記述があるので参照の事。

## 試合会場
万博記念公園野球場を中心に舞洲ベースボールスタジアム、大阪市南港中央野球場も利用している。

## 歴代優勝

### 歴代優勝チーム・入れ替え戦の結果
平成以降の成績
- ◎：明治神宮野球大会出場権獲得
- ☆：全国大会優勝
- ○：入れ替え戦の勝者
- ●：入れ替え戦の敗者

| 開催年       | 1部優勝                                      | 1部・2部入れ替え戦                           | 1部・2部入れ替え戦                           |                                              |                                              |
| 開催年       | 1部優勝                                      | 1部最下位                                    | 2部優勝                                      |                                              |                                              |
| ------------ | -------------------------------------------- | -------------------------------------------- | -------------------------------------------- | -------------------------------------------- | -------------------------------------------- |
| 1989春       | 大阪体育大学                                 | 甲南大学○                                    | 桃山学院大学●                                |                                              |                                              |
| 1989秋       | 大阪産業大学                                 | 関西外国語大学●                              | 桃山学院大学○                                |                                              |                                              |
| 1990春       | 大阪体育大学                                 | 甲南大学○                                    | 姫路獨協大学●                                |                                              |                                              |
| 1990秋       | 大阪産業大学                                 | 天理大学○                                    | 関西外国語大学●                              |                                              |                                              |
| 1991春       | 大阪体育大学                                 | 桃山学院大学○                                | 関西外国語大学●                              |                                              |                                              |
| 1991秋       | 天理大学                                     | 桃山学院大学○                                | 摂南大学●                                    |                                              |                                              |
| 1992春       | 大阪経済法科大学                             | 桃山学院大学●                                | 姫路獨協大学○                                |                                              |                                              |
| 1992秋       | 大阪経済法科大学                             | 姫路獨協大学○                                | 関西外国語大学●                              |                                              |                                              |
| 1993春       | 大阪体育大学                                 | 姫路獨協大学●                                | 関西外国語大学○                              |                                              |                                              |
| 1993秋       | 甲南大学                                     | 関西外国語大学●                              | 桃山学院大学○                                |                                              |                                              |
|              |                                              | 1部最下位                                    | 2部優勝                                      | 2部・3部入れ替え戦                           | 2部・3部入れ替え戦                           |
| 2部最下位    | 3部優勝                                      | 1部最下位                                    | 2部優勝                                      |                                              |                                              |
| 1994春       | 甲南大学                                     | 桃山学院大学○                                | 関西外国語大学●                              | 神戸商船大学（注1）                          |                                              |
| 1994秋       | 大阪産業大学                                 | 桃山学院大学○                                | 関西外国語大学●                              | 大阪電気通信大学●                            | 流通科学大学○                                |
| 1995春       | 大阪体育大学                                 | 桃山学院大学●                                | 姫路獨協大学○                                | 帝塚山大学○                                  | 神戸国際大学●                                |
| 1995秋       | 甲南大学                                     | 大阪経済法科大学○                            | 関西外国語大学●                              | 帝塚山大学●                                  | 神戸国際大学○                                |
| 1996春       | 大阪体育大学                                 | 姫路獨協大学○                                | 追手門学院大学●                              | 神戸国際大学○                                | 大阪電気通信大学●                            |
| 1996秋       | 大阪体育大学                                 | 大阪経済法科大学○                            | 桃山学院大学●                                | 神戸国際大学●                                | 帝塚山大学○                                  |
| 1997春       | 天理大学                                     | 姫路獨協大学●                                | 関西外国語大学○                              | 桃山学院大学○                                | 神戸国際大学●                                |
| 1997秋       | 大阪体育大学                                 | 関西外国語大学●                              | 姫路獨協大学○                                | 流通科学大学○                                | 神戸国際大学●                                |
| 1998春       | 大阪体育大学                                 | 甲南大学●                                    | 関西外国語大学○                              | 摂南大学○                                    | 神戸国際大学●                                |
| 1998秋       | 姫路獨協大学                                 | 関西外国語大学○                              | 甲南大学●                                    | 桃山学院大学○                                | 兵庫大学●                                    |
| 1999春       | 天理大学                                     | 関西外国語大学○                              | 甲南大学●                                    | 桃山学院大学○                                | 神戸国際大学●                                |
| 1999秋       | 大阪産業大学                                 | 甲南大学○                                    | 追手門学院大学●                              | 帝塚山大学○                                  | 神戸国際大学●                                |
| 2000春       | 大阪体育大学                                 | 甲南大学○                                    | 追手門学院大学●                              | 摂南大学●                                    | 神戸国際大学○                                |
| 2000秋       | 大阪体育大学                                 | 姫路獨協大学●                                | 関西外国語大学○                              | 帝塚山大学○                                  | 関西福祉大学●                                |
| 2001春       | 大阪体育大学                                 | 大阪産業大学○                                | 姫路獨協大学●                                | 流通科学大学○                                | 関西国際大学●                                |
| 2001秋       | 大阪体育大学                                 | 関西外国語大学●                              | 姫路獨協大学○                                | 追手門学院大学○                              | 摂南大学●                                    |
| 2002春       | 大阪体育大学                                 | 甲南大学●                                    | 関西外国語大学○                              | 流通科学大学○                                | 関西国際大学●                                |
| 2002秋       | 大阪体育大学◎                                | 姫路獨協大学●                                | 帝塚山大学○                                  | 桃山学院大学●                                | 摂南大学○                                    |
| 2003春       | 大阪体育大学                                 | 大阪経済法科大学○                            | 甲南大学●                                    | 流通科学大学●                                | 桃山学院大学○                                |
| 2003秋       | 大阪産業大学                                 | 大阪経済法科大学○                            | 甲南大学●                                    | 摂南大学●                                    | 流通科学大学○                                |
| 2004春       | 大阪産業大学                                 | 大阪経済法科大学●                            | 甲南大学○                                    | 流通科学大学●                                | 関西国際大学○                                |
| 2004秋       | 大阪体育大学                                 | 帝塚山大学●                                  | 関西国際大学○                                | 神戸国際大学●                                | 摂南大学○                                    |
| 2005春       | 天理大学                                     | 甲南大学●                                    | 帝塚山大学○                                  | 追手門学院大学○                              | 神戸国際大学●                                |
| 2005秋       | 大阪体育大学◎                                | 天理大学○                                    | 甲南大学●                                    | 摂南大学●                                    | 神戸国際大学○                                |
| 2006春       | 大阪体育大学☆                                | 帝塚山大学○                                  | 大阪経済法科大学●                            | 神戸国際大学●                                | 流通科学大学○                                |
| 2006秋       | 大阪産業大学◎                                | 帝塚山大学○                                  | 姫路獨協大学●                                | 大阪経済法科大学●                            | 摂南大学○                                    |
| 2007春       | 関西国際大学                                 | 帝塚山大学○                                  | 甲南大学●                                    | 桃山学院大学●                                | 関西福祉大学○                                |
| 2007秋       | 関西国際大学◎                                | 天理大学○                                    | 甲南大学●                                    | 関西福祉大学●                                | 神戸国際大学○                                |
| 2008春       | 関西国際大学                                 | 天理大学●                                    | 甲南大学○                                    | 追手門学院大学○                              | 桃山学院大学●                                |
| 2008秋       | 大阪産業大学                                 | 甲南大学●                                    | 姫路獨協大学○                                | 摂南大学●                                    | 桃山学院大学○                                |
| 2009春       | 関西国際大学                                 | 姫路獨協大学●                                | 天理大学○                                    | 神戸国際大学○                                | 摂南大学●                                    |
| 2009秋       | 関西国際大学◎                                | 帝塚山大学○                                  | 甲南大学●                                    | 流通科学大学○                                | 関西福祉大学●                                |
| 2010春       | 大阪体育大学                                 | 関西外国語大学○                              | 甲南大学●                                    | 追手門学院大学●                              | 大阪電気通信大学○                            |
| 2010秋       | 関西国際大学◎                                | 天理大学○                                    | 甲南大学●                                    | 神戸国際大学（注2）                          | 追手門学院大学（注2）                        |
|              |                                              | 1部最下位                                    | 2部入れ替え戦出場決定戦勝者                  | 2部東西リーグ優勝チーム                      | 2部東西リーグ優勝チーム                      |
| 東リーグ優勝 | 西リーグ優勝                                 | 1部最下位                                    | 2部入れ替え戦出場決定戦勝者                  |                                              |                                              |
| 2011春       | 大阪体育大学                                 | 帝塚山大学●                                  | 甲南大学○                                    | 甲南大学                                     | 流通科学大学                                 |
| 2011秋       | 大阪体育大学◎                                | 甲南大学○                                    | 流通科学大学●                                | 帝塚山大学                                   | 流通科学大学                                 |
| 2012春       | 大阪体育大学                                 | 甲南大学○                                    | 姫路獨協大学●                                | 帝塚山大学                                   | 姫路獨協大学                                 |
| 2012秋       | 大阪体育大学◎                                | 大阪産業大学○                                | 帝塚山大学●                                  | 帝塚山大学                                   | 姫路獨協大学                                 |
| 2013春       | 天理大学                                     | 甲南大学○                                    | 帝塚山大学●                                  | 帝塚山大学                                   | 姫路獨協大学                                 |
| 2013秋       | 大阪体育大学                                 | 関西外国語大学○                              | 帝塚山大学●                                  | 帝塚山大学                                   | 姫路獨協大学                                 |
| 2014春       | 大阪体育大学                                 | 関西外国語大学●                              | 帝塚山大学○                                  | 帝塚山大学                                   | 姫路獨協大学                                 |
| 2014秋       | 大阪体育大学                                 | 甲南大学○                                    | 関西外国語大学●                              | 関西外国語大学                               | 姫路獨協大学                                 |
| 2015春       | 大阪体育大学                                 | 甲南大学○                                    | 流通科学大学●                                | 大阪電気通信大学                             | 流通科学大学                                 |
| 2015秋       | 天理大学◎                                    | 甲南大学●                                    | 追手門学院大学○                              | 追手門学院大学                               | 流通科学大学                                 |
| 2016春       | 関西国際大学                                 | 帝塚山大学●                                  | 関西外国語大学○                              | 関西外国語大学                               | 姫路獨協大学                                 |
| 2016秋       | 大阪体育大学◎                                | 関西国際大学○                                | 帝塚山大学●                                  | 帝塚山大学                                   | 姫路獨協大学                                 |
| 2017春       | 天理大学                                     | 追手門学院大学●                              | 甲南大学○                                    | 桃山学院大学                                 | 甲南大学                                     |
| 2017秋       | 天理大学                                     | 甲南大学○                                    | 桃山学院大学●                                | 桃山学院大学                                 | 神戸国際大学                                 |
| 2018春       | 天理大学                                     | 大阪体育大学○                                | 流通科学大学●                                | 帝塚山大学                                   | 流通科学大学                                 |
| 2018秋       | 関西国際大学◎                                | 甲南大学○                                    | 流通科学大学●                                | 帝塚山大学                                   | 流通科学大学                                 |
| 2019春       | 大阪体育大学                                 | 関西外国語大学○                              | 帝塚山大学●                                  | 帝塚山大学                                   | 神戸国際大学                                 |
| 2019秋       | 天理大学                                     | 関西外国語大学●                              | 追手門学院大学○                              | 追手門学院大学                               | 神戸国際大学                                 |
| 2020春       | 新型コロナウイルス感染症の影響により開催中止 | 新型コロナウイルス感染症の影響により開催中止 | 新型コロナウイルス感染症の影響により開催中止 | 新型コロナウイルス感染症の影響により開催中止 | 新型コロナウイルス感染症の影響により開催中止 |
| 2020秋       | 関西国際大学                                 | 大阪産業大学（注3）                          | 神戸国際大学（注3）                          | 関西外国語大学                               | 神戸国際大学                                 |
| 2021春       | 天理大学                                     | 追手門学院大学（注4）                        | 開催なし（注4）                              | 関西外国語大学                               | 姫路獨協大学                                 |
| 2021秋       | 天理大学                                     | 神戸国際大学○（注5）                         | 関西福祉大学●                                | 関西外国語大学                               | 関西福祉大学                                 |
| 2022春       | 天理大学                                     | 甲南大学●                                    | 大阪電気通信大学○                            | 大阪電気通信大学                             | 追手門学院大学                               |
| 2022秋       | 天理大学                                     | 神戸国際大学●                                | 甲南大学○                                    | 追手門学院大学                               | 甲南大学                                     |
| 2023春       | 天理大学                                     | 甲南大学○                                    | 追手門学院大学●                              | 追手門学院大学                               | 神戸国際大学                                 |
| 2023秋       | 天理大学◎                                    | 大阪電気通信大学○                            | 神戸国際大学●                                | 桃山学院大学                                 | 神戸国際大学                                 |
| 2024春       | 天理大学                                     | 大阪電気通信大学●                            | 関西外国語大学○                              | 関西外国語大学                               | 神戸国際大学                                 |
| 2024秋       | 天理大学◎                                    | 関西国際大学○                                | 大阪電気通信大学●                            | 大阪電気通信大学                             | 神戸国際大学                                 |
| 2025春       | 大阪産業大学                                 | 甲南大学●                                    | 大阪電気通信大学○                            | 大阪電気通信大学                             | 神戸国際大学                                 |
| 2025秋       |                                              |                                              |                                              |                                              |                                              |

- （注1）：翌シーズンより3部リーグ創設に伴い、2部最下位の神戸商船大学が3部に降格した。
- （注2）：1度は入れ替え戦が行われ神戸国際大学の3部降格が決定したが、翌シーズンより2部・3部を再編し2部東西リーグに移行することが決定したため、神戸国際大学は2部残留及び2部西リーグへの参加が決定した。
- （注3）：新型コロナウイルスの影響を考慮して入替戦は実施せず。入れ替え戦出場決定戦に勝利した神戸国際大学が1部へ自動昇格。
- （注4）：新型コロナウイルスの影響を考慮して入替戦は実施せず。そのため入れ替え戦出場決定戦は行われなかった。
- （注5）：チーム数を元に戻す（6チーム）ため最下位の追手門学院大学が自動降格。6位の神戸国際大学が入れ替え戦に出場した。

### リーグ優勝回数
2025年春季リーグ終了時点
1部リーグ
| 優勝回数 | 大学                  |
| -------- | --------------------- |
| 38       | 大阪体育大学          |
| 27       | 天理大学              |
| 20       | 大阪商業大学          |
| 14       | 大阪学院大学          |
| 11       | 大阪産業大学          |
| 10       | 甲南大学 大阪産業大学 |
| 9        | 関西国際大学          |
| 5        | 神戸学院大学          |
| 3        | 桃山学院大学          |
| 2        | 大阪経済法科大学      |
| 1        | 姫路獨協大学          |

2部リーグ
| 優勝回数 | 大学                                                                                   |
| -------- | -------------------------------------------------------------------------------------- |
| 20       | 関西外国語大学                                                                         |
| 18       | 桃山学院大学                                                                           |
| 17       | 姫路獨協大学 甲南大学 追手門学院大学                                                   |
| 12       | 帝塚山大学                                                                             |
| 9        | 神戸国際大学                                                                           |
| 6        | 大阪産業大学 流通科学大学                                                              |
| 4        | 大阪電気通信大学                                                                       |
| 3        | 摂南大学 大阪経済法科大学                                                              |
| 1        | 神戸学院大学 神戸商船大学（旧：神戸大学海事科学部） 関西国際大学 天理大学 関西福祉大学 |

### 全国大会成績
※大学選手権＝全日本大学野球選手権大会出場回数、神宮大会＝明治神宮大会出場回数。（大学選手権と神宮大会の実績はリーグ発足以前も含む）
| 学校             | 最終出場大会      | 全国大会 合計出場回数 | 大学選手権 | 神宮大会 | 備考                                 |
| ---------------- | ----------------- | --------------------- | ---------- | -------- | ------------------------------------ |
| 大阪体育大学     | 2019年 大学選手権 | 23                    | 18         | 5        | 全日本大学野球選手権大会優勝：1回    |
| 天理大学         | 2024年 神宮大会   | 13                    | 10         | 3        |                                      |
| 関西国際大学     | 2018年 神宮大会   | 8                     | 4          | 4        | 全日本大学野球選手権大会ベスト4：1回 |
| 大阪産業大学     | 2025年 大学選手権 | 3                     | 2          | 1        |                                      |
| 大阪経済法科大学 | 1992年 大学選手権 | 1                     | 1          | 0        |                                      |
| 甲南大学         | 1994年 大学選手権 | 1                     | 1          | 0        |                                      |

## 加盟大学
(2024年度秋季リーグ入れ替え戦終了時点)

### 一部リーグ
- 天理大学
- 大阪体育大学
- 甲南大学
- 大阪産業大学
- 関西外国語大学
- 関西国際大学

### 二部東リーグ
- 大阪電気通信大学
- 桃山学院大学
- 追手門学院大学
- 大阪経済法科大学
- 帝塚山大学
- 摂南大学

### 二部西リーグ
- 神戸国際大学
- 姫路獨協大学
- 流通科学大学
- 関西福祉大学
- 宝塚医療大学
- 兵庫大学

### かつて加盟していたことがある大学
- 大阪商業大学（1963年春季・1967年秋季・1968年秋季～1970年秋季・1972年春季～1982年の旧関六の解散時まで旧関六に加盟。旧関六で4回の優勝経験がある。現在は関西六大学野球連盟に加盟。）
- 大阪学院大学（1971年春季～1974年秋季に旧関六に加盟。現在は関西六大学野球連盟に加盟。）
- 神戸学院大学（1975年春季～1980年春季に旧関六に加盟。現在は関西六大学野球連盟に加盟。）
  - 上記3校は旧関西六大学野球連盟昇格経験組。1982年のリーグ再編に伴い大阪学院大学・神戸学院大学は阪神大学野球連盟を脱退し、現・関西六大学野球連盟に加盟。大阪商業大学は1972年以降は一貫して旧関六に加盟したまま、現・関西六大学野球連盟に移行。
- 神戸大学海事科学部（旧：神戸商船大学。リーグ創設から加盟。1955年春季～2003年9月末は神戸商船大学、2003年10月～2015年秋季は神戸大学海事科学部。2015年秋季終了後近畿学生野球連盟に加盟する神戸大学野球部と統合しリーグを脱退。なお、2021年に海事科学部廃止。）